# Grillotius bergeri
Grillotius là một chi bướm đêm thuộc họ Sphingidae, chỉ có một loài, Grillotius bergeri, phân bố ở Gabon, the Cộng hòa Congo và Cộng hòa Dân chủ Congo.